# Jean Guillaume Gaston Cabanis
Pour les articles homonymes, voir Cabanis.
Jean Guillaume Gaston Cabanis est un homme politique français né le 4 mai 1813 à Toulouse (Haute-Garonne) et mort le 20 juin 1847 à Toulouse.

## Biographie
Notaire, il est maire de Toulouse, conseiller général, il est député de la Haute-Garonne de 1846 à 1847, siégeant dans la majorité soutenant les ministères de la Monarchie de Juillet.
Son petit fils est l'écrivain toulousain José Cabanis.

## Sources
- « Jean Guillaume Gaston Cabanis », dans Adolphe Robert et Gaston Cougny, Dictionnaire des parlementaires français, Edgar Bourloton, 1889-1891 [détail de l’édition]